# Maurice Lesieutre
Maurice Fernand Lesieutre, né au Havre le 4 mai 1879 et mort à Paris (10e arrondissement) le 17 juillet 1975, est un poète en langue cauchoise et auteur de chansons normandes.

## Biographie
Fils d'Arthur, employé de commerce et Aglaé Emo, mère au foyer, Maurice Fernand Le Sieutre a vécu à Sanvic de 1887 à 1903. Condisciple de Raoul Dufy et d’Othon Friesz, ainsi que le cousin du poète Fernand Fleuret, dans la classe de Charles Lhuillier qui professait le dessin et la peinture aux cours du soir de l’École Municipale des Beaux-Arts du Havre, il part, en 1903, à Paris où il ne fit pas carrière outre mesure dans les arts. En 1906, il fonde, avec Raoul Dufy, Othon Friesz et Georges Braque, le Cercle d'Art Moderne du Havre. En 1918, il adhère à la Société havraise d’études diverses.
Le petit-fils de son cousin germain Georges-Edouard est le marchand d'art Alain Lesieutre.

## Œuvres
Il a écrit des chansons, Chansons et cantilènes. Douze chansons tant vieilles que vieillottes réunies publiées dans la Vie normande, le Bulletin des parlers normands et le Bulletin des parlers populaires.
- Chansons et cantilènes. Douze chansons tant vieilles que vieillottes réunies, Londres, Augener ; Boston, Boston Music Co., 1913.